# وورملدانژ
وورملدانژ (به لوکزامبورگی: Wuermeldeng) یک شهرداری در استان گرونماخر کشور لوکزامبورگ است که ۱۷٫۲۵ کیلومترمربع مساحت دارد و جمعیت آن در سال ۲۰۰۹ میلادی ۲۳۹۷ نفر بوده‌است.